# سیارک ۲۴۰۰
سیارک ۲۴۰۰ (به انگلیسی: 2400 Derevskaya، نامگذاری:1972KJ) دو هزار و چهارصدمین سیارک کشف شده‌است که در ۱۷ مه ۱۹۷۲ کشف شد.
قدر مطلق سیارک برابر ۱۱٫۹۰ است.